# Acetilspermidina deacetilasi
La acetilspermidina deacetilasi è un enzima numero EC 3.5.1.48 appartenente alla classe delle idrolasi, che catalizza la seguente reazione:
N8-acetilspermidina + H2O {\displaystyle \rightleftharpoons } acetato + spermidina
Inizialmente si pensava che il substrato fosse la N1-acetilspermidina. Questa ipotesi è stata successivamente smentita da Marchant e collaboratori.